# ARFU Women's Championship 2015
L’Asia Rugby Women’s Championship 2015 fu l’8º campionato asiatico di rugby a 15 femminile.
Organizzato da Asia Rugby, si tenne con l’inedita (per la competizione) formula del girone unico senza una sede fissa: tra il 25 aprile e il 23 maggio 2015, infatti, le tre partecipanti (Giappone, Hong Kong e Kazakistan) si incontrarono in gara unica e ogni squadra disputò un incontro tra le mura amiche e un altro fuori casa.
A vincere il torneo fu, per la prima volta, il Giappone che così spezzò il dominio del Kazakistan (sei vittorie consecutive).
Fu la prima di tre vittorie consecutive delle Sakura Fifteen che, complice il riposizionamento della federazione kazaka sul rugby a 7 in chiave olimpica), non dovette più soffrire la concorrenza della propria rivale ex-sovietica.

## Formula
Le tre squadre si incontrarono in un girone all'italiana di sola andata; ogni squadra disputò due incontri, uno interno e uno esterno, e la classifica fu determinata dalla somma dei punti totalizzati per ogni incontro.
Ai fini della determinazione del punteggio si adottò il sistema dell'Emisfero Sud, ovvero 4 punti per la vittoria, 2 per il pareggio, 0 per la sconfitta più un eventuale ulteriore punto di bonus per la squadra sconfitta con sette o meno punti di scarto e per quella o quelle che nella stessa partita realizzino un minimo di 4 mete.

## Squadre partecipanti
- Giappone
- Hong Kong
- Kazakistan

## Incontri
| Alma-Ata 25 aprile 2015, ore 16 UTC+6                              | Kazakistan | 40 – 0 referto | Hong Kong | Stadio Centrale (500 spett.) |
| Korotkich (2) Daurembajeva (2) Bažjaruk (2) Jakovleva Sapronova mt |            |                |           |                              |
|                                                                    |            |                |           |                              |
| Korotkich (2) Daurembajeva (2) Bažjaruk (2) Jakovleva Sapronova    | mt         |                |           |                              |

| Fukuoka 9 maggio 2015, ore 11 UTC+9                        | Giappone | 27 – 12 referto   | Kazakistan | Hakatanomori Football Stadium |
| Taniguchi Yokoo Honma mt Korotkich tecnica Tasaka (4) c.p. |          |                   |            |                               |
|                                                            |          |                   |            |                               |
| Taniguchi Yokoo Honma                                      | mt       | Korotkich tecnica |            |                               |
| Tasaka (4)                                                 | c.p.     |                   |            |                               |

| Hong Kong 23 maggio 2015, ore 13 UTC+8                                                                    | Hong Kong | 12 – 27 referto                                    | Giappone | Aberdeen Sports Ground |
| Kwong 16’ Olson-Thorne 59’ mt 25’ Takano 42’, 65’, 73’ Bogidraumainadave 76’ Ito Garvey 59’ tr 73’ Tasaka |           |                                                    |          |                        |
| |           |                                                    |          |                        |
| Kwong 16’ Olson-Thorne 59’                                                                                | mt        | 25’ Takano 42’, 65’, 73’ Bogidraumainadave 76’ Ito |          |                        |
| Garvey 59’                                                                                                | tr        | 73’ Tasaka                                         |          |                        |

### Classifica
|  | Classifica | G | V | N | P | PF | PS | diff. | B | PT |
|  | ---------- | - | - | - | - | -- | -- | ----- | - | -- |
|  | Giappone   | 2 | 2 | 0 | 0 | 54 | 24 | +30   | 1 | 9  |
|  | Kazakistan | 2 | 1 | 0 | 1 | 52 | 27 | +25   | 1 | 5  |
|  | Hong Kong  | 2 | 0 | 0 | 2 | 12 | 67 | -55   | 0 | 0  |